# Sergio Járlaz
Sergio David Járlaz Jaragalaz (n. en Santiago el 1 de mayo de 1988) es un cantante chileno, conocido popularmente tras haber ganado la primera temporada del programa de televisión Factor X Chile.

## Carrera
Proviene de una familia de cantantes, tanto por vía paterna como materna. El 31 de diciembre de 1991, teniendo apenas cuatro años de edad, cantó en público por primera vez en una reunión especial de fin de año en la iglesia "Esquina Blanca" de Cerrillos, una popular comuna del área surponiente de Santiago de Chile. Gracias a su voz obtuvo la Beca por Talento de Gratuidad Total, que le permitió estudiar toda la enseñanza media en el CEM, que es un colegio de subvención compartida. 
Ese año participó en varios conciertos de música clásica que se realizaron en la Sala Isidora Zégers. Estas experiencias lo hicieron involucrarse lentamente en el mundo de la lírica chilena. Al terminar el año académico lo hizo con la nota 6,5 en la clase de canto, obteniendo el segundo lugar de su promoción.
En el 2011 se presentó al casting de Factor X Chile, de Televisión Nacional de Chile, quedando seleccionado en las audiciones para las galas. El 9 de mayo resultó ganador de la primera edición de Factor X Chile.
Sergio jarlaz ya grabó su disco titulado "Sergio Jarlaz "

### Participación enFactor X Chile
| Programa | Fecha de emisión    | Presentación | Resultado |
| -------- | ------------------- | --- | --------- |
| Gala 1   | 7 de abril de 2011  | "Mentira" de Yuridia                                                                                                   | Salvado   |
| Gala 2   | 11 de abril de 2011 | "Yo te amo" de Sandro                                                                                                  | Salvado   |
| Gala 3   | 14 de abril de 2011 | "Sube a nacer conmigo hermano" de Los Jaivas                                                                           | Salvado   |
| Gala 4   | 18 de abril de 2011 | "Dueño de nada" de José Luis Rodríguez                                                                                 | Salvado   |
| Gala 5   | 21 de abril de 2011 | "Escándalo" de Raphael                                                                                                 | Salvado   |
| Gala 6   | 25 de abril de 2011 | "Te amaré" de Miguel Bosé                                                                                              | Salvado   |
| Gala 7   | 28 de abril de 2011 | "Bella sin alma" de Riccardo Cocciante                                                                                 | Salvado   |
| Gala 8   | 2 de mayo de 2011   | "Caruso" de Lucio Dalla                                                                                                | Salvado   |
| Gala 9   | 5 de mayo de 2011   | "Vivir así es morir de amor" de Camilo Sesto "Como todos" de Nino Bravo                                                | Finalista |
| Final    | 10 de mayo de 2011  | "Como yo te amo" de Raphael "Sueño imposible" de Don Quijote de la Mancha (con Amaya Forch) "Labios de rubí" de Sandro | Ganador   |

## Discografía

### Álbumes de estudio
- 2009 - Sueños
- 2011 - Sergio Járlaz (Sony Music)

• 2012 - Bendiciones (Sony Music)
• 2015 - Inédito 
• 2017 - Tributo